# Kenyas volleyballlandshold (damer)
Kenyas volleyballlandshold er Kenyas landshold i volleyball. Holdet er et af de bedste landshold i Afrika med ni sejre i det afrikanske mesterskab. Det har deltaget i flere VM og OL. Holdet er organiseret af Kenya Volleyball Federation.

## Referenser
- Oversættelse Denne artikel eller en tidligere version er helt eller delvist oversat fra den italiansksprogede Wikipedia, der er tilgængelig under Creative Commons Kreditering-Deling på samme vilkår 3.0. Se versionshistorik for oplysninger om oprindelig(e) bidragyder(e).